# Маний Ацилий Глабрион (консул 154 пр.н.е.)
Вижте пояснителната страница за други личности с името Маний Ацилий Глабрион.
Маний Ацилий Глабрион (на латински: Manius Acilius Glabrio) e римски политик и сенатор през първата половина на 2 век пр.н.е.
Произлиза от фамилията Ацилии и е син на Маний Ацилий Глабрион, (консул 191 пр.н.е.).
През 181 пр.н.е. той освещава обещания от баща му храм на Pietas в Рим за битката при Термопилите и през 191 пр.н.е. поставя вътре златна статуя на баща си. През 166 пр.н.е. е едил и през 154 пр.н.е. суфектконсул за убития Луций Постумий Албин.